# Božejov
Božejov település Csehországban, a Pelhřimovi járásban. Božejov Ústrašín, Častrov, Libkova Voda, Pelhřimov és Střítež településekkel határos. Lakosainak száma 624 fő (2024. január 1.).

## Népesség
A település lakosságának változását az alábbi diagram mutatja:
| Lakosok száma | 768  | 702  | 659  | 522  | 618  | 634  | 650  | 633  | 631  | 624  |
|               | 1869 | 1900 | 1921 | 1961 | 1980 | 2011 | 2016 | 2019 | 2021 | 2024 |